# Teatro del Príncipe Regente

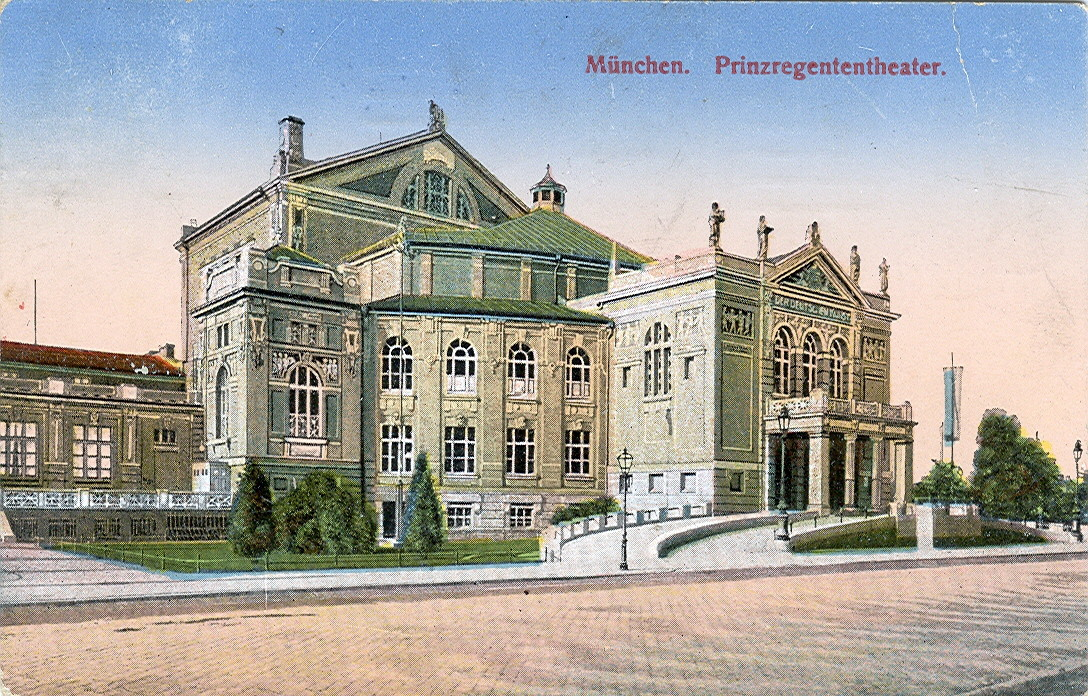

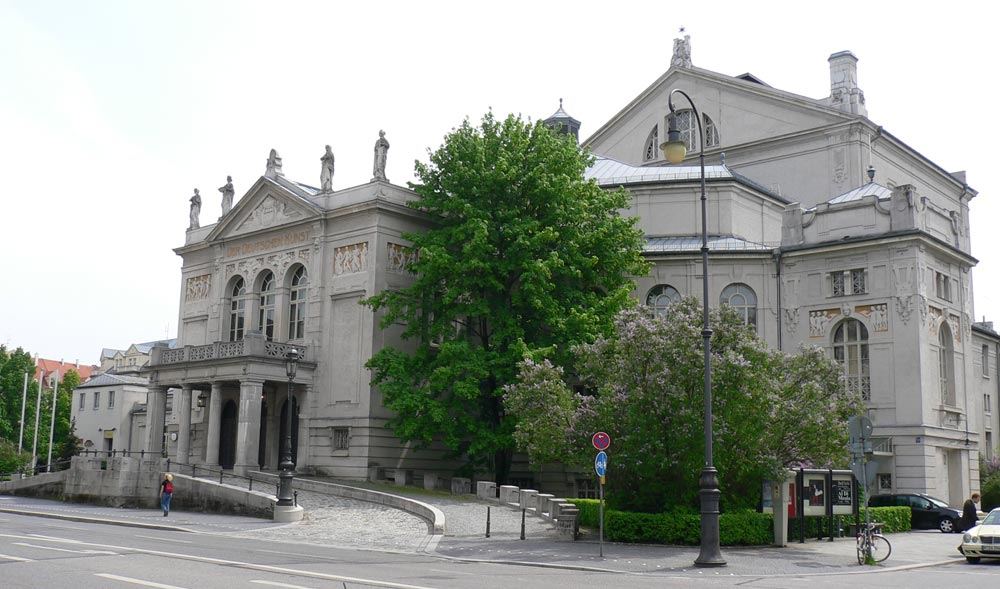

El Teatro del Príncipe Regente (en alemán Prinzregententheater) es un teatro y sala de ópera en Múnich, Alemania. Abrió sus puertas el 2 de agosto de 1901.

## Historia
El interior en forma de anfiteatro es similar al famoso teatro del Festival de Bayreuth fue creado por Max Littmann e inaugurado en 1901 Die Meistersinger von Nürnberg de Richard Wagner. 
Debe su nombre al príncipe regente de Baviera, Luitpold y se levanta en la Prinzregentenstrasse (calle del Príncipe Regente) en la sección al este del río Isar de la capital bávara.
Después de la Segunda Guerra Mundial, el Teatro Nacional de Múnich quedó destruido por los bombardeos y la compañía de la Opera Estatal de Baviera funcionó aquí entre 1944 y 1963 hasta la apertura del reconstruido Bayerische Staatsoper.
Han actuado solistas y directores de la talla de Bruno Walter, Hans Hotter, Georg Solti, Astrid Varnay, Hans Knappertsbusch, Ferdinand Frantz, Helena Braun, Fritz Wunderlich y Leonie Rysanek.
Fue renovado en 1988, tiene capacidad para 1081 espectadores y es la sede del Bavarian Staatsschauspiel y la Academia teatral bávara (Bayerische Theaterakademie)fundada por August Everding que funciona en una sala más pequeña para 250 espectadores.
En la sala principal se estrenaron mundialmente las siguientes óperas y piezas teatrales:
- Hans Pfitzner: Palestrina (1917)

- Hugo von Hofmannsthal: Der Turm (1928)

- Werner Egk: Abraxas (1948)

- Boris Blacher: Hamlet (1950)

- Gottfried von Einem: Pas de coeur / Hans W. Henze: Pas d'action (1952)

- Werner Egk: Die chinesische Nachtigall (1953)

- Paul Hindemith: Harmonie der Welt (1957)